# Instituto Superior de Arte
Das Instituto Superior de Arte (Kurzform: ISA; auch: Universidad de las Artes) ist eine universitäre Bildungseinrichtung in Havanna, Kuba, die 1976 gegründet wurde. Gründungsrektor war der Pädagoge und Kunstkritiker Mario Rodríguez Alemán.
Das ISA bestand anfangs aus drei Fakultäten: Bildende Kunst (Artes Plásticas), Schauspielkunst (Artes Escénicas) und Musik. 1987 und 1989 kamen die Fakultäten für Tanzkunst (Arte Danzario ), mit den Spezialisierungen Ballett, zeitgenössischer und Folkloretanz sowie die Fakultät für Medien der audiovisuellen Kommunikation (Medios de Comunicación Audiovisual) hinzu. 1994 wurden die Fakultäten für Tanz- und Schauspielkunst aus wirtschaftlichen Gründen zusammengelegt.
Das Institut hatte im Studienjahr 2012/2013 insgesamt 1400 Studenten, davon 552 im Präsenzstudium und  848 im Teilzeitstudium. Von den insgesamt 1400 Studierenden waren 809 weiblich, im Präsenzstudium 302.
Im deutschsprachigen Raum unterhält das ISA unter anderem eine seit 2009 bestehende Zusammenarbeit mit der Burg Giebichenstein Kunsthochschule Halle und betreibt seit demselben Jahr gemeinsam mit der Stiftung Mozarteum Salzburg das Ausbildungszentrum „Lyceum Mozartiano de La Habana“ als Heimstätte eines klassischen Jugendorchesters in Havanna.

## Bedeutende Absolventen und Dozenten des ISA
- Tania Bruguera (* 1968), Performance-Künstlerin
- Changuito (José Luis Quintana) (1948–2025), Jazz-Percussionist
- Roberto Fonseca (* 1975), Jazz-Pianist
- Antonio Nuñez (* 1971), in Deutschland lebender Bildender Künstler
- Ernán López-Nussa (* 1958), Jazz-Pianist und Komponist
- Harold López-Nussa (* 1983), Jazz-Pianist und Komponist
- Raquel Revuelta (1925–2004), Schauspielerin
- Omar Sosa (* 1965), Jazz-Pianist
- Chucho Valdés (* 1941), Jazz-Pianist
- José Villa Soberón (* 1950), Bildhauer